# Maple Bank
Die Maple Bank GmbH war ein deutsches Kreditinstitut mit Sitz in Frankfurt am Main und Tochtergesellschaften bzw. Niederlassungen in Kanada, USA, Großbritannien, Niederlande und auf den Kaiman-Inseln. Zuletzt wurden einschließlich aller Standorte 220 Mitarbeiter beschäftigt. Die Gesellschaft befindet sich seit 2016 im Insolvenzverfahren.
Die Maple Bank hat die deutschen Steuerbehörden mit Aktiengeschäften um mehrere hundert Millionen Euro betrogen bzw. war an dem Betrug maßgeblich beteiligt. Mit sogenannten Cum-Ex-Transaktionen wurden Wertpapiere zwischen verschiedenen Besitzern hin- und geschoben, so dass der Staat die nur einmal gezahlte Kapitalertragsteuer mehrfach erstattet hatte.

## Geschäftstätigkeit
Die Maple Bank war die wichtigste Tochtergesellschaft der kanadischen Muttergesellschaft, Maple Financial Group Inc., mit Sitz in Toronto, die sonst fast keine weiteren operativen Geschäfte betrieb. Deren Haupteigentümer waren mit knapp 25 % die Kanadische National Bank, zu etwa 28 % der Ontario Teachers’ Pension Plan und zu etwa 29 % die Investorenfamilie Chan aus Vancouver. Gemessen an der Bilanzsumme und der Zahl der Mitarbeiter war die deutsche Maple Bank relativ klein. Ihre Geschäftsfelder waren Wertpapiereigenhandel, Wertpapierleihe, Kreditgeschäft und Treasury. Darüber hinaus entwickelte sie nach eigenen Aussagen im Kundenauftrag strukturierte Aktien-/Derivate-Transaktionen.
Die Maple Bank war Mitglied des Bundesverbands deutscher Banken, Verbands der Auslandsbanken in Deutschland, Einlagensicherungsfonds des Bundesverbandes deutscher Banken und weiterer Bankenvereinigungen.

## Ermittlungen wegen Steuerverkürzung und Insolvenz
Im Rahmen von Ermittlungen der deutschen Steuerbehörde im Rahmen von Cum-Ex-Geschäften hat die Staatsanwaltschaft Frankfurt im September 2015 die Räume der Bank sowie die Wohnungen von einigen Mitarbeitern durchsucht. Der Verdacht auf Steuerhinterziehung bestätigte sich. Die Schadenssumme für den Fiskus belief sich nach damaliger Schätzung auf ca. 450 Mio. Euro, nach späteren Schätzungen 388,5 Mio. Euro. Das Eigenkapital der Bank betrug zum 30. September 2014 378 Mio. Euro.
Die BaFin erließ am 6. Februar 2016 wegen drohender bilanzieller Überschuldung ein Veräußerungs- und Zahlungsverbot und ein Moratorium. Seitdem ist die Bank für den Kundenverkehr geschlossen. Am 11. Februar 2016 hat die BaFin den Entschädigungsfall für die Maple Bank festgestellt, da das Institut nicht mehr in der Lage war, sämtliche Kundeneinlagen zurückzuzahlen. Am selben Tag eröffnete das Amtsgericht Frankfurt das Insolvenzverfahren. Zum Insolvenzverwalter wurde der Hamburger Rechtsanwalt Michael Frege aus der Kanzlei CMS Hasche Sigle bestellt. Die kanadische Maple Financial Group musste am 4. August 2016 ebenfalls Insolvenz anmelden.
Die Bilanz für 2015 wurde erst 2020 durch den Insolvenzverwalter festgestellt. Im November 2017 strich die Gesellschaft aus ihren Namen das Wort „Bank“ und nannte sich nur noch Maple GmbH.
Im August 2019 einigte sich der Insolvenzverwalter der Maple Bank mit der internationalen Anwaltskanzlei Freshfields Bruckhaus Deringer auf einen Schadensersatz von 50 Mio. Euro, den die Kanzlei aufgrund ihrer Cum-Ex-Rechtsberatung entrichten muss. Mit den Eigentümern der kanadischen Muttergesellschaft kam ebenfalls ein Vergleich unbekannter Höhe zustande. Gegen den für die Beratung bei Cum-Ex-Geschäften zuständigen Partner bei Freshfields hat das Landgericht Frankfurt 2023 ein Strafverfahren wegen schwerer Steuerhinterziehung eröffnet.
Der frühere Chef der Bank, Wolfgang Schuck, sowie ein weiterer Ex-Geschäftsführer der Bank wurden im Dezember 2019 wegen der Cum-Ex-Geschäfte der Bank festgenommen. Die Generalstaatsanwaltschaft Frankfurt hatte Haftbefehle wegen Fluchtgefahr erwirkt. Am 7. Oktober 2022 wurde Wolfgang Schuck vom Landgericht Frankfurt am Main wegen schwerer Steuerhinterziehung zu einer Freiheitsstrafe von vier Jahren und vier Monaten und zu einer Geldbuße von 96.000 Euro verurteilt. Damit muss erstmals ein früherer Bankchef in Deutschland wegen Cum-Ex-Geschäften ins Gefängnis.

## Insolvenzabwicklung
Im Jahr 2016 berichtet das Insolvenzgericht, dass 236 Gläubiger Forderungen in einer Größenordnung von insgesamt 3,3 Mrd. Euro angemeldet hatten. Es handelt sich um eine der größten Bankpleiten in Deutschland. Mit 2,6 Mrd. Euro ist der Einlagensicherungsfonds des Bundesverbands deutscher Banken der größte Gläubiger. An zweiter Stelle steht das Finanzamt. Vor allem öffentliche Körperschaften hatten hohe Einlagen bei der Maple Bank, die nun von dem privat organisierten Einlagensicherungsfonds weitgehend erstattet wurden. So hatten u. a die Länder Nordrhein-Westfalen 62,5 Mio. Euro, Mecklenburg-Vorpommern 59 Mio. Euro, Rheinland-Pfalz 55 Mio. Euro und Niedersachsen 50 Mio. Euro angemeldet. Auch deutsche Kommunen machten Geschäfte mit dem Geldinstitut. Die Stadt München hatte dort rund 35,6 Mio. Euro, die Stadt Bonn 7,7 Mio. Euro angelegt.
Bei der Gläubigerversammlung am 29. August 2019 berichtet der Insolvenzverwalter, dass er die festgestellten Forderungen zu 70 % befriedigen kann.